# Tibor Mičinec
Tibor Mičinec (Kremnica, 10 d'octubre de 1958) és un exfutbolista eslovac, que ocupava la posició de davanter. Va militar a diversos equips de l'antiga Txecoslovàquia, així com a les competicions espanyola i xipriota.
Va ser internacional amb la selecció de Txecoslovàquia en set ocasions.

## Equips
- 80/87 Bohemians Praga
- 87/89 Dunajska Streda
- 89/91 AC Omonia
- 1991 Bohemians Praga
- 91/92 CD Logroñés
- 93/95 FK Svarc Benesov
- 95/96 Svit Zlin